# Labuť černá
Labuť černá (Cygnus atratus) je velký vrubozobý pták z čeledi kachnovitých, žijící v Austrálii.

## Taxonomie
U labutě černé rozeznáváme celkem 2 poddruhy: labuť černou australskou (C. a. atratus) a labuť černou novozélandskou (C. a. sumnerensis), která je v současné době již vyhynulá.

## Popis
- Délka těla: 110–140 cm
- Rozpětí křídel: 160–200 cm
- Hmotnost: 6–9 kg[3]

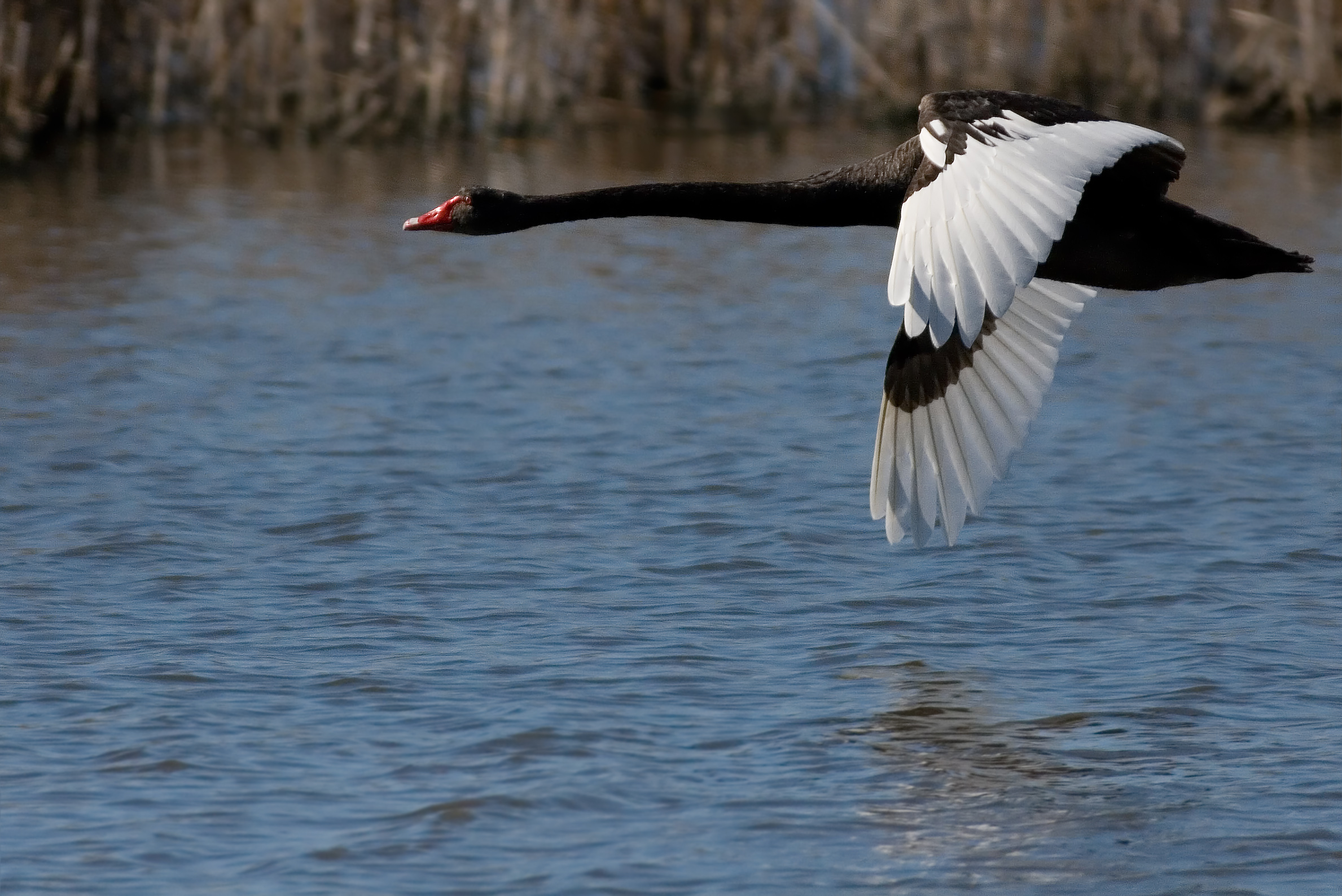
Labuť černá v letu

Nezaměnitelný druh. Stejně jako ostatní labutě má mohutné tělo, krátký ocas a končetiny a velmi dlouhý, při plavání mírně esovitě prohnutý krk, který je vůbec nejdelší ze všech druhů labutí.
Je celá černá s bílými letkami (nápadné zvláště za letu) a červeným zobákem s příčným bílým pruhem. Obě pohlaví jsou si velmi podobná, samci bývají pouze o něco větší. Mladí ptáci jsou hnědošedí.

### Hlas
Při vyrušení a obraně teritoria vydává syčivé zvuky a mává křídly. V letu a klidné poloze u ní můžeme také často zaslechnout výrazný a daleko slyšitelný hlas.

## Rozšíření
Labuť černá žije na sladkých, poloslaných a slaných jezerech, řekách s hustě zarostlými břehy, zaplavených pastvinách a v bažinách na území jihozápadní a východní Austrálie a na přilehlých ostrovech.
V minulosti se početně vyskytovala i na Novém Zélandu, kde byla však již vyhubena. V roce 1864 se na Nový Zéland znovu dostala jako ozdobný pták chovaný na parkových jezírkách a postupem času zde vytvořili jedinci, kteří z těchto chovů ulétli, několik menších populací žijících na vnitrozemských jezerech.
Podobným způsobem vznikly volně žijící menší populace i jinde ve světě včetně České republiky, kde se na větších vodních plochách ojediněle objevuje několik jedinců. Labuť černá není tažná, ale v závislosti na dostupnosti potravy může přeletovat mezi lokalitami. Globální populace druhu je odhadována na 300–500 tisíc jedinců, kteří žijí na značně rozsáhlé ploše, až 10 000 000 km2.

## Chování

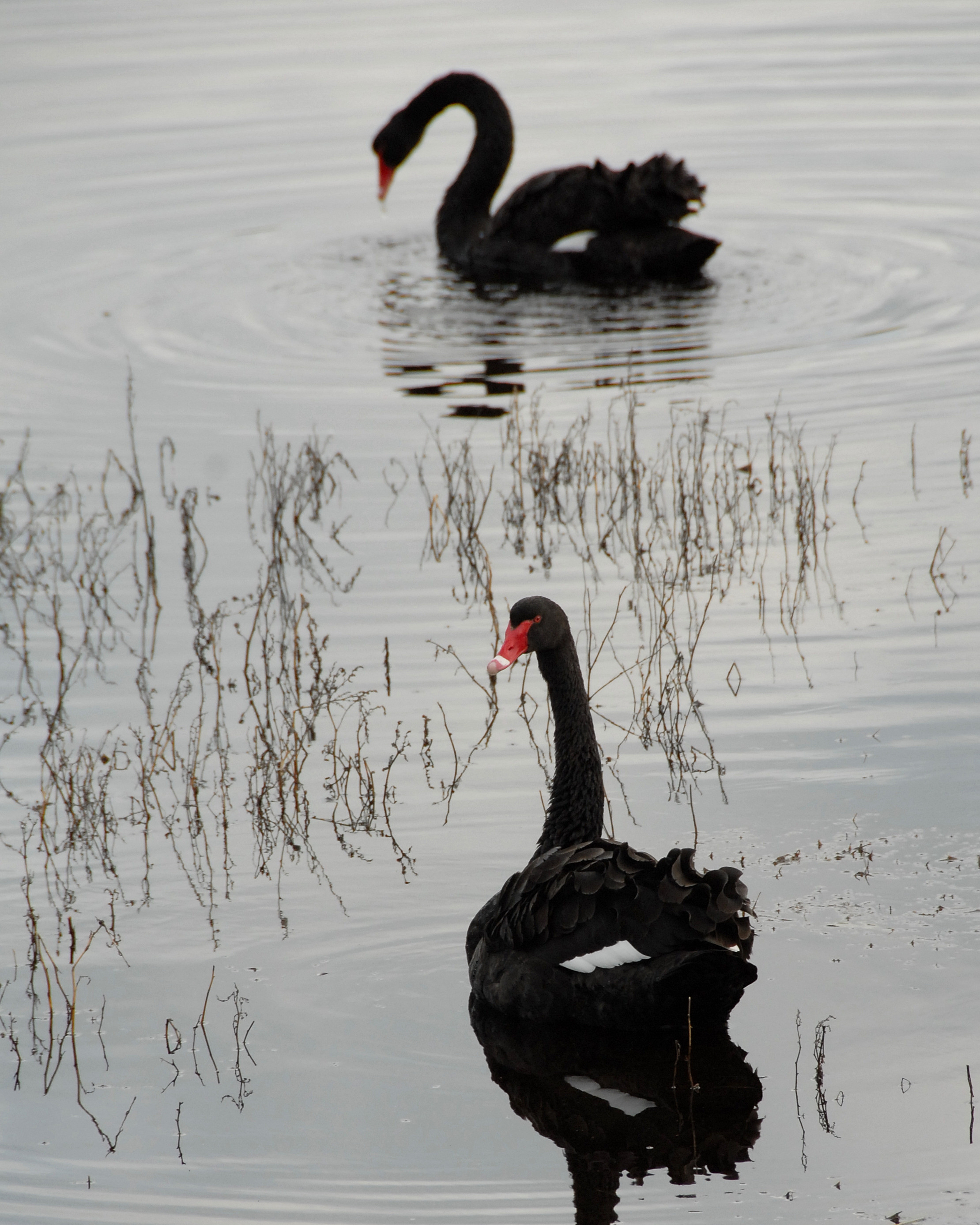
Pár labutí černých na jezeře Claremont v Západní Austrálii

Labuť černá žije v trvalých párech (pouze v 6 % případů se stává, že se páry rozpadají). Ve volné přírodě se dožívá průměrně 10–15 let.

### Potrava
Živí se zejména vodními rostlinami, které z vodního dna získává pomocí dlouhého krku. Občas požírá i rostliny rostoucí na souši.

### Hnízdění

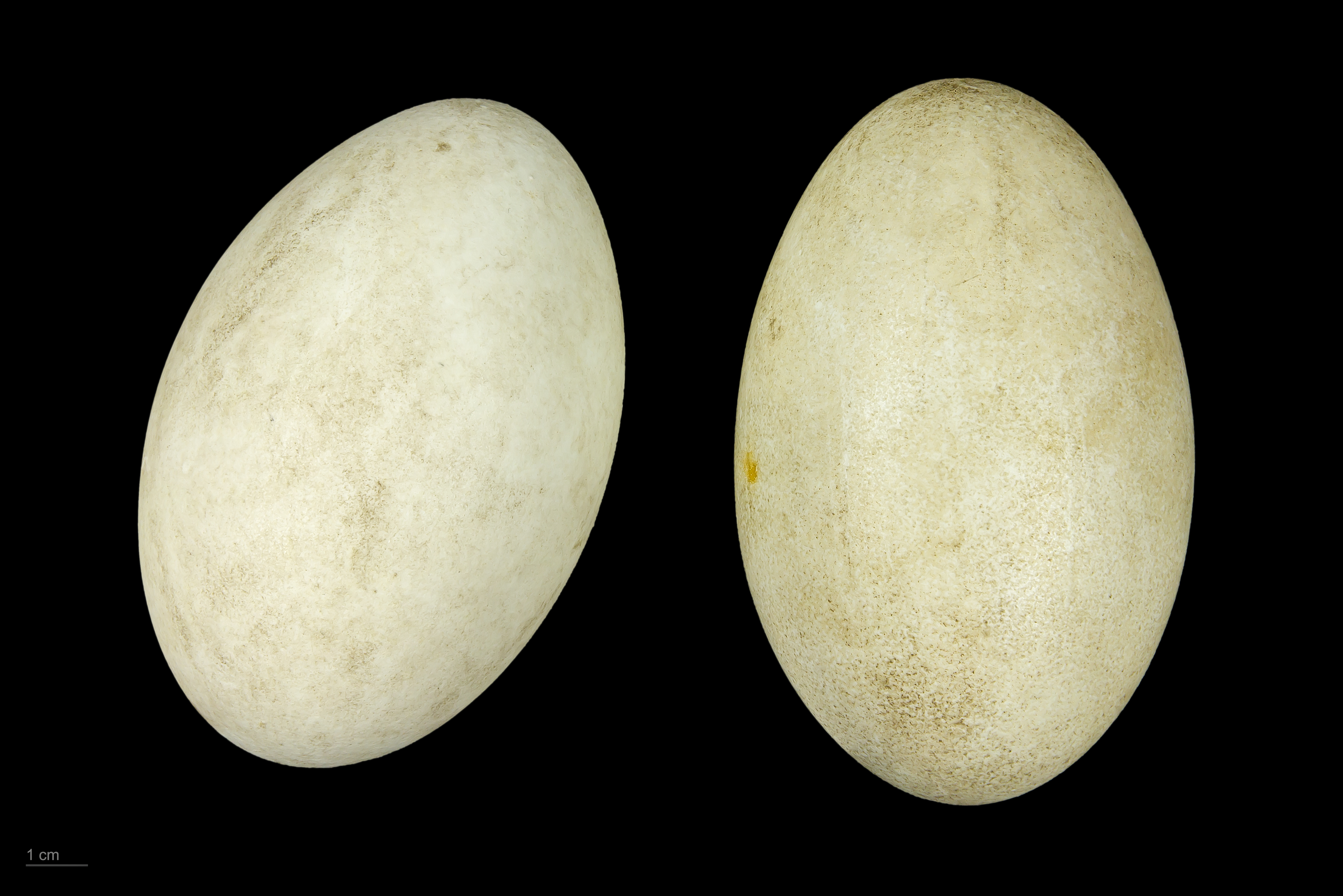
Vejce labutě černé

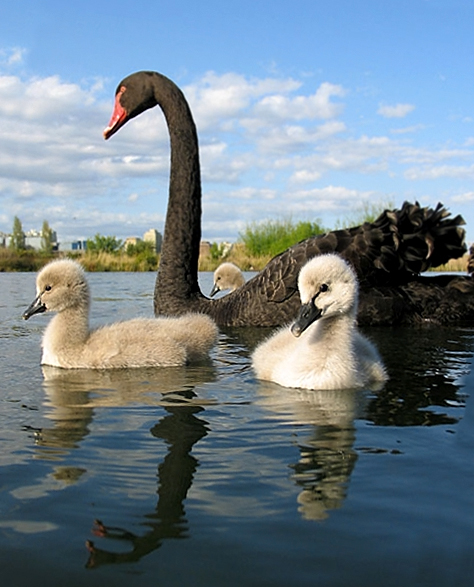
Mláďata labutě černé v prachovém peří.

Hnízdí obvykle od února do září, občas i v početných koloniích. Rozměrné, v průměru 1–1,5 m velké a až 1 m vysoké hnízdo, které tvoří velká hromada rákosů a travin umístěná v mělké vodě nebo na ostrůvcích, využívá několik let po sobě a dle potřeby jej upravuje nebo rozšiřuje. Ročně klade 4–8 zelenobílých vajec, na kterých sedí oba rodiče po dobu 35–40 dní. Krátce po vylíhnutí se mláďata občas vozí na hřbetech rodičů, v jejich blízkosti zůstávají do doby, než se zbaví prachového peří – tedy asi po dobu 6 měsíců.

## Kulturní význam
Labuť černá se v minulosti často objevovala v literatuře a umění. V současné době se s ní můžeme setkat např. na znaku i státní vlajce Západní Austrálie.

Znak Západní Austrálie
Vlajka Západní Austrálie

## Chov v zoo
V České republice labuť černou chová Zoo Zlín, Zoo Plzeň, Zoo Ohrada a Vodní Park Čabárna. Na slovensku je chována v Zoo Bratislava, Zoo Bojnice a Zoo Košice.